# Crashtender

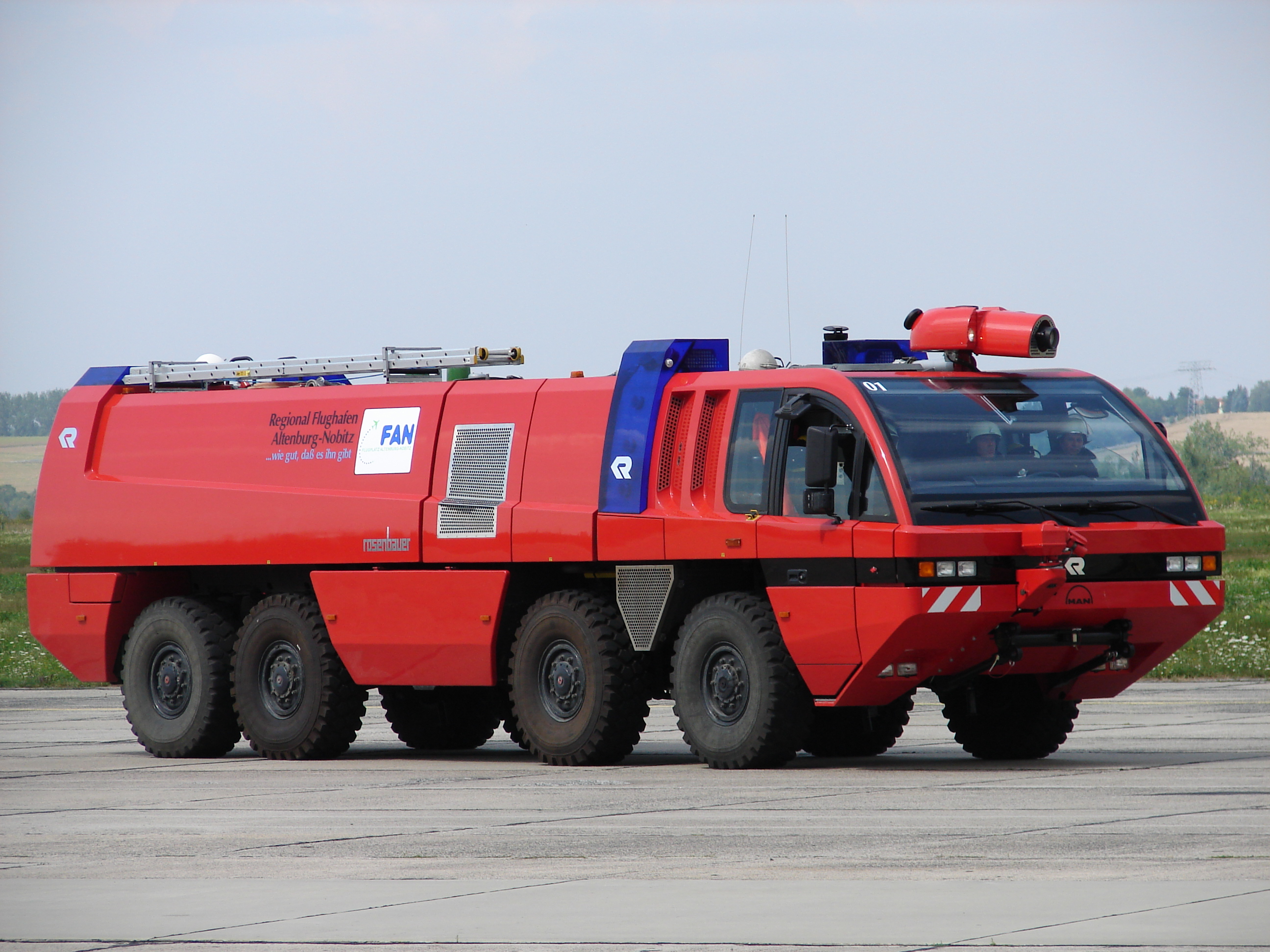
De Rosenbauer crashtender op luchthaven Altenburg-Nobitz (Duitsland)

Een crashtender, ook wel blusreus genoemd, is een speciaal type brandweervoertuig. Het voertuig wordt voornamelijk op luchthavens ingezet bij de bestrijding van de gevolgen van ongevallen met vliegtuigen.
De krachtige motor zorgt ervoor dat dit zware voertuig binnen korte tijd op de plaats van een incident kan zijn. Eenmaal ter plaatse kunnen grote hoeveelheden blusmiddel in korte tijd worden toegepast, zonder dat de bemanning de auto hoeft te verlaten.
Crashtenders beschikken vaak over twee dieselmotoren; een voor het rijden, de andere voor de aandrijving van de pomp. Exemplaren met één motor beschikken doorgaans over een powerdivider. Deze voertuigen kunnen daardoor rijden en blussen tegelijk.
Normaal gesproken zijn er meerdere blusmiddelen aan boord van het voertuig waarvan de meestvoorkomende zijn:
- water
- water + schuim 3% of 6%
- poeder

De blusmiddelen kunnen op verschillende plaatsen al dan niet gelijktijdig het voertuig verlaten. De meestvoorkomende zijn:
- dakmonitor
- bumpermonitor
- snozzle: een op een boom gemonteerde lans, die de romp van een vliegtuig kan doorboren en vervolgens blusmiddel in het laadruim of de cabine kan spuiten
- bodemsproeiers (meestal voor zelfbescherming)
- afrolbare slanghaspels met handpistolen

In Nederland zijn deze voertuigen te vinden op de grotere vliegvelden en luchtmachtbases.

## Afbeeldingen van crashtenders op luchthavens

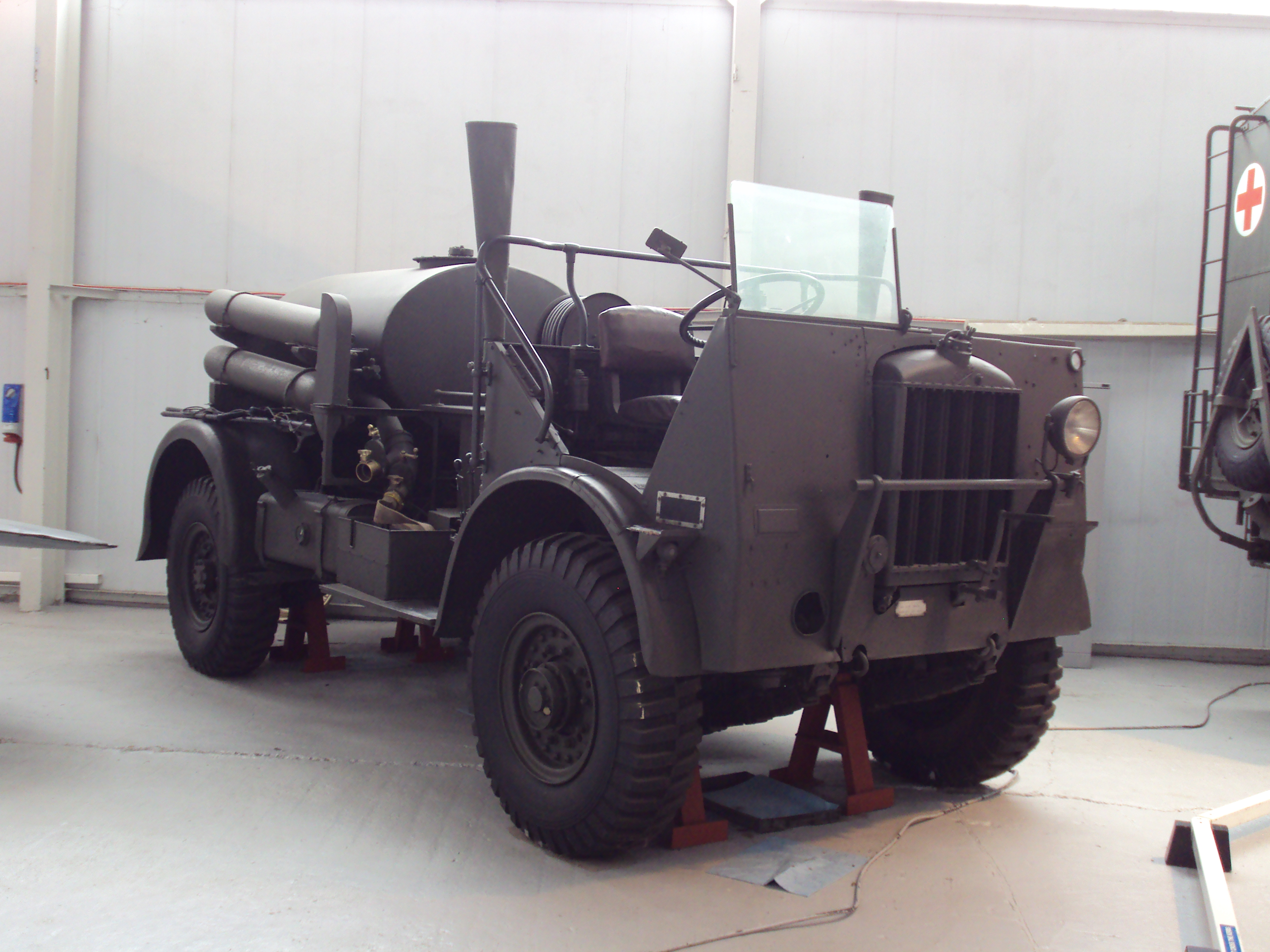
Crossley FWD crashtender uit de Tweede Wereldoorlog
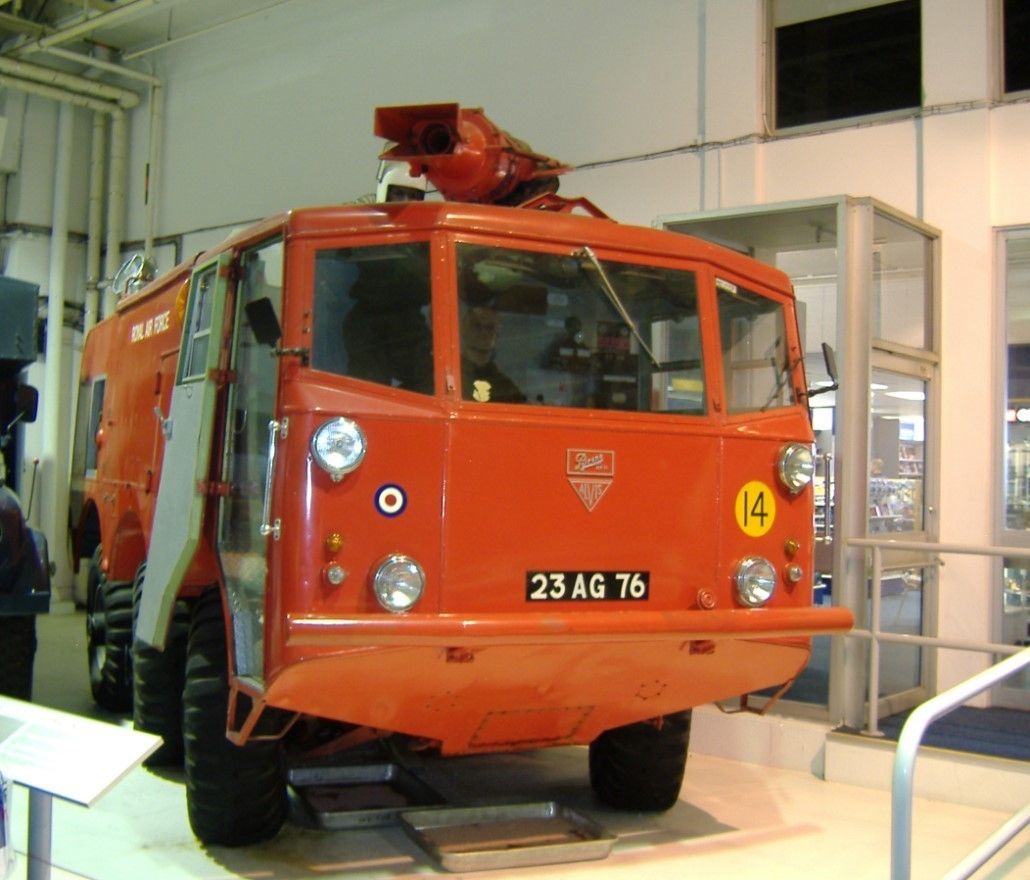
Britse Alvis Salamander crashtender uit de jaren zestig
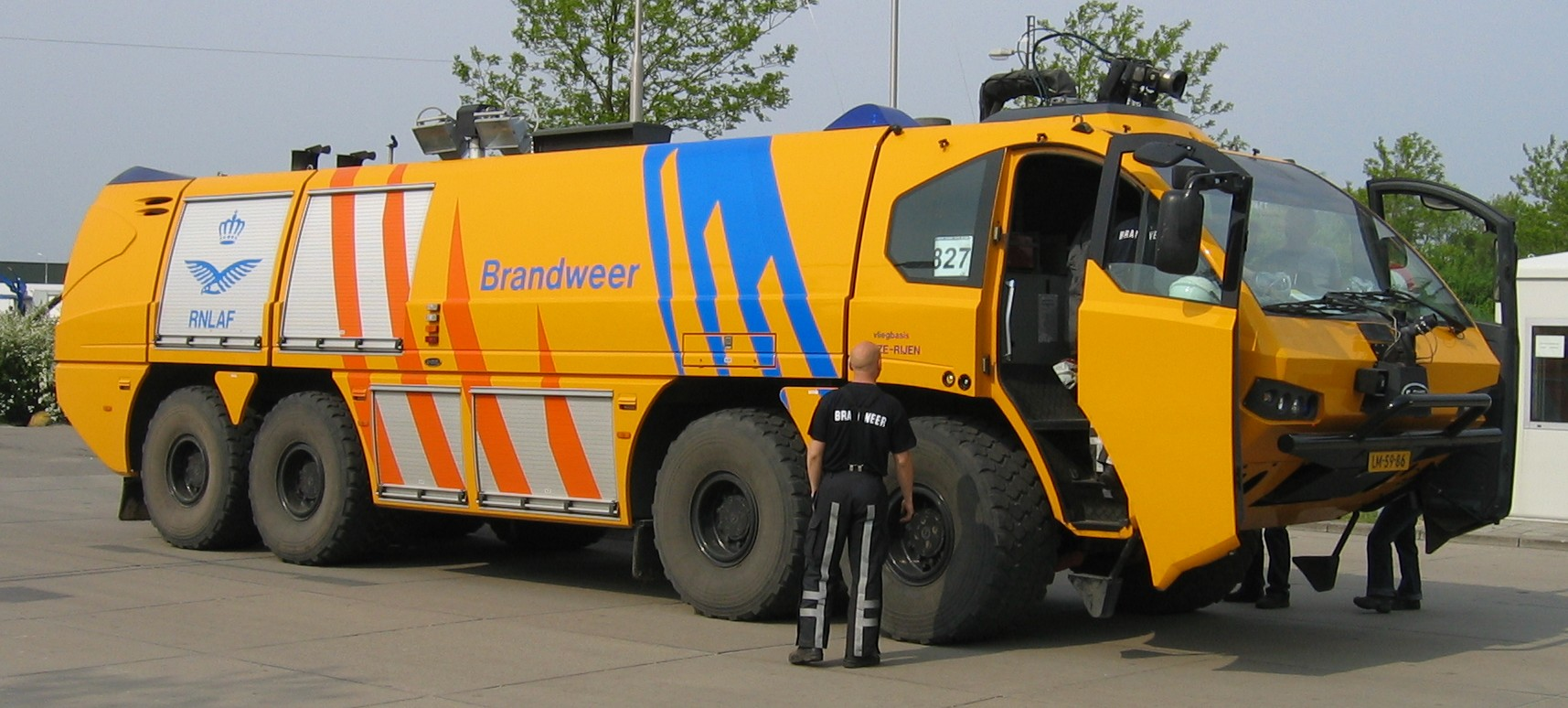
E-One Titan-crashtender van de Koninklijke Luchtmacht
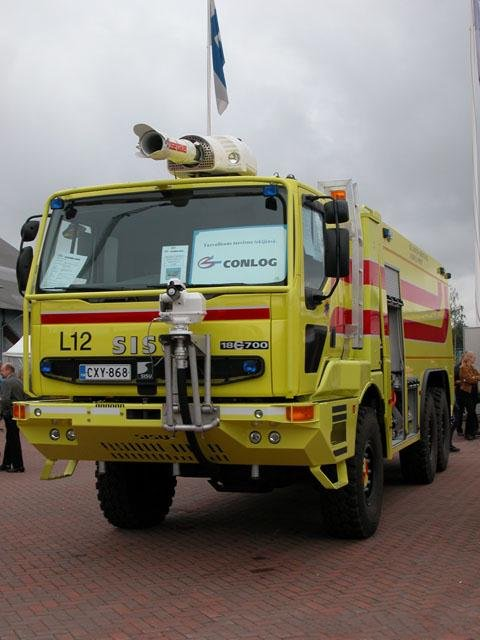
Crashtender op Jyväskylä airport, Finland
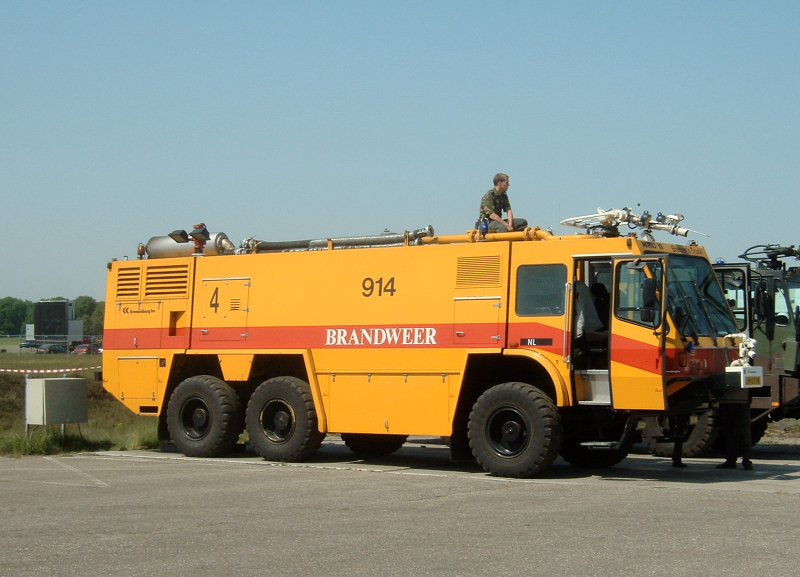
Schuimbluswagen, Koninklijke Luchtmacht
- Demonstratie van het blussen van de binnenkant van een vliegtuig door een crashtender, alleen dan met een auto.\ Opgenomen op het terrein van het Aviodrome